# Afareu
|  | Per a altres significats, vegeu «Afareu (poeta)». |

Segons la mitologia grega, Afareu (en grec antic Ἀφαρεύς) va ser un rei de Messènia, fill de Perieres i de Gorgòfone.
Es casà amb la seva germanastra Arene i va ser pare d'Idas i de Linceu. Després de la mort dels seus fills a mans dels Dioscurs va cridar Nèstor per a ocupar el tron de Messènia.